# Знамйончкі
Знамйончкі (пол. Znamiączki) — село в Польщі, у гміні Длуґосьодло Вишковського повіту Мазовецького воєводства.
Населення — 73 особи (2011).
У 1975-1998 роках село належало до Остроленцького воєводства.

## Демографія
Демографічна структура станом на 31 березня 2011 року:
|          | Загалом | Допрацездатний вік | Працездатний вік | Постпрацездатний вік |
| -------- | ------- | ------------------ | ---------------- | -------------------- |
| Чоловіки | 39      | 13                 | 23               | 3                    |
| Жінки    | 34      | 7                  | 16               | 11                   |
| Разом    | 73      | 20                 | 39               | 14                   |